# Модель Дебая
В термодинамике и физике твёрдого тела модель Дебая — метод, развитый Дебаем в 1912 г. для оценки фононного вклада в теплоёмкость твёрдых тел. Модель Дебая рассматривает колебания кристаллической решётки как газ квазичастиц — фононов. Эта модель правильно предсказывает теплоёмкость при низких температурах, которая, согласно закону Дебая, пропорциональна {\displaystyle T^{3}}. В пределе высоких температур молярная теплоёмкость, согласно закону Дюлонга — Пти, стремится к {\displaystyle 3R}, где {\displaystyle R} — универсальная газовая постоянная.
Дебай при построении своей теории принял следующие предположения:
1. Твёрдое тело представляет собой непрерывную среду.
2. Эта среда упруго изотропна.
3. В среде отсутствует дисперсия.
4. Упругие свойства среды не зависят от температуры.

При тепловом равновесии энергия {\displaystyle E} набора осцилляторов с различными частотами {\displaystyle \omega _{\mathbf {K} }} равна сумме их энергий:
{\displaystyle E=\sum _{\mathbf {k} }{\langle n_{\mathbf {k} }\rangle \hbar \omega _{\mathbf {k} }}=\int {D(\omega )n(\omega )\hbar \omega d\omega },}
где {\displaystyle D(\omega )} — число мод нормальных колебаний на единицу длины интервала частот, {\displaystyle n(\omega )} — количество осцилляторов в твёрдом теле, колеблющихся с частотой {\displaystyle \omega }.
Функция плотности {\displaystyle D(\omega )} в трёхмерном случае имеет вид:
{\displaystyle D(\omega )={\frac {V\omega ^{2}}{2\pi ^{2}v^{3}}},}
где {\displaystyle V} — объём твёрдого тела, {\displaystyle v} — скорость звука в нём.
Значение квантовых чисел вычисляются по формуле Планка:
{\displaystyle n={\frac {1}{e^{\frac {\hbar \omega }{k_{B}T}}-1}}.}
Тогда энергия запишется в виде:
{\displaystyle E=\int \limits _{0}^{\omega _{D}}{\left({\frac {\omega ^{2}V}{2\pi ^{2}v^{3}}}\right)\left({\frac {\hbar \omega }{e^{\frac {\hbar \omega }{k_{B}T}}-1}}\right)d\omega },}
{\displaystyle {\frac {E}{Nk_{B}}}=9T\left({T \over T_{D}}\right)^{3}\int \limits _{0}^{T_{D}/T}{x^{3} \over e^{x}-1}\,dx,}
где Невозможно разобрать выражение (SVG (MathML можно включить с помощью плагина для браузера): Недопустимый ответ («Math extension cannot connect to Restbase.») от сервера «http://localhost:6011/ru.wikipedia.org/v1/»:): {\displaystyle T_D}
 — температура Дебая, {\displaystyle N} — число атомов в твёрдом теле, {\displaystyle k_{B}} — постоянная Больцмана.
Дифференцируя внутреннюю энергию по температуре, получим:
{\displaystyle {\frac {c_{v}}{Nk_{B}}}=9\left({T \over T_{D}}\right)^{3}\int \limits _{0}^{T_{D}/T}{\frac {x^{4}e^{x}}{(e^{x}-1)^{2}}}\,dx.}

## Молярная теплоёмкость твёрдого тела в теории Дебая
В модели Дебая учтено, что теплоёмкость твёрдого тела — это параметр равновесного состояния термодинамической системы. Поэтому волны, возбуждаемые в твёрдом теле элементарными осцилляторами, не могут переносить энергию. То есть они являются стоячими волнами. Если твёрдое тело выбрать в виде прямоугольного параллелепипеда с рёбрами {\displaystyle a}, {\displaystyle b}, {\displaystyle c}, то условия существования стоячих волн можно записать в виде:
{\displaystyle n_{1}{\frac {\lambda _{x}}{2}}=a,\ n_{2}{\frac {\lambda _{y}}{2}}=b,\ n_{3}{\frac {\lambda _{z}}{2}}=c,}
где {\displaystyle n_{1},\ n_{2},\ n_{3}} — целые числа. 
Перейдём к пространству, построенному на волновых векторах. Поскольку {\displaystyle k=2\pi /\lambda }, то
{\displaystyle k_{x}={\frac {2\pi }{\lambda _{x}}}=\pi {\frac {n_{1}}{a}},\ k_{y}={\frac {2\pi }{\lambda _{y}}}=\pi {\frac {n_{2}}{b}},\ k_{z}={\frac {2\pi }{\lambda _{z}}}=\pi {\frac {n_{3}}{c}}.}
Таким образом, в твёрдом теле могут существовать осцилляторы, с частотами, изменяющимися дискретно. Одному осциллятору в {\displaystyle k}-пространстве соответствует ячейка с объёмом
{\displaystyle \tau =\Delta k_{x}\Delta k_{y}\Delta k_{z}={\frac {\pi ^{3}}{a\cdot b\cdot c}}={\frac {\pi ^{3}}{V}},}
где
{\displaystyle \Delta k_{x}={\frac {\pi }{a}},\ \Delta k_{y}={\frac {\pi }{b}},\ \Delta k_{z}={\frac {\pi }{c}}.}
В {\displaystyle k}-пространстве осцилляторам с частотами в интервале {\displaystyle (\omega ,\omega +d\omega )} соответствует один октант сферического слоя с объёмом
{\displaystyle dV_{k}={\frac {4\pi k^{2}dk}{8}}={\frac {\pi k^{2}dk}{2}}.}
В этом объёме количество осцилляторов равно
{\displaystyle dN_{k}={\frac {dV_{k}}{\tau }}={\frac {Vk^{2}dk}{2\pi ^{2}}}}
Учтём, что каждый осциллятор генерирует 3 волны: 2 поперечные и одну продольную. При этом {\displaystyle k_{\parallel }={\frac {\omega }{v_{\parallel }}},\ k_{\perp }={\frac {\omega }{v_{\perp }}}}.
Найдём внутреннюю энергию одного моля твёрдого тела. Для этого запишем взаимосвязь между волновым числом, скоростью распространения волн и частотой:
{\displaystyle k^{2}=k_{\|}^{2}+2k_{\bot }^{2}=\left({\frac {1}{v_{\|}^{2}}}+{\frac {2}{v_{\bot }^{2}}}\right)\omega ^{2},}
{\displaystyle dN_{k}={\frac {V}{2\pi ^{2}}}\left({\frac {1}{v_{\|}^{2}}}+{\frac {2}{v_{\bot }^{2}}}\right)^{\frac {3}{2}}\omega ^{2}d\omega =A\omega ^{2}d\omega .}
Колебания в твёрдом теле ограничены максимальным значением частоты {\displaystyle \omega _{m}}. Определим граничную частоту из условия:
{\displaystyle N=\int dN_{k}=\int _{0}^{\omega _{m}}A\omega ^{2}d\omega =A{\frac {\omega _{m}^{3}}{3}}=3N_{A},}
{\displaystyle dN_{k}=9N_{A}{\frac {\omega ^{2}d\omega }{\omega _{m}^{3}}}.}
Отсюда внутренняя энергия одного моля:
{\displaystyle U_{M}=\int \langle \varepsilon \rangle dN_{k}=\int _{0}^{\omega _{m}}\hbar \omega \left({\frac {1}{e^{\frac {\hbar \omega }{k_{B}T}}-1}}+{\frac {1}{2}}\right)9N_{A}{\frac {\omega ^{2}d\omega }{\omega _{m}^{3}}},}
где {\displaystyle \langle \varepsilon \rangle } — средняя энергия квантового осциллятора (см. модель теплоёмкости Эйнштейна),
{\displaystyle k_{B}} — постоянная Больцмана,
{\displaystyle N_{A}} — число Авогадро.
В последнем выражении сделаем следующую замену переменных:
{\displaystyle X={\frac {\hbar \omega }{k_{B}T}}}; {\displaystyle \hbar \omega _{m}=k_{B}\Theta }; {\displaystyle X_{m}={\frac {\hbar \omega _{m}}{k_{B}T}}=\Theta /T}; {\displaystyle {\frac {\omega }{\omega _{m}}}=X{\frac {k_{B}T}{\hbar }}{\frac {\hbar }{k_{B}\Theta }}=X{\frac {T}{\Theta }}=X{\frac {k_{B}T}{\hbar \omega _{m}}},}
{\displaystyle \Theta } — температура Дебая.
Теперь для {\displaystyle U_{M}} получим
{\displaystyle U_{M}=9N_{A}\hbar \int _{0}^{\omega _{m}}\left({\frac {1}{e^{X}-1}}+{\frac {1}{2}}\right){\frac {\omega ^{3}d\omega }{\omega _{m}^{3}}}=9N_{A}\hbar \left({\frac {T}{\Theta }}\right)^{3}{\frac {k_{B}T}{\hbar }}\int _{0}^{\frac {\Theta }{T}}\left({\frac {1}{e^{x}-1}}+{\frac {1}{2}}\right)x^{3}dx=}
{\displaystyle =9RT\left({\frac {T}{\Theta }}\right)^{3}\int _{0}^{\frac {\Theta }{T}}\left({\frac {1}{e^{x}-1}}+{\frac {1}{2}}\right)x^{3}dx=9R\Theta \left[{\frac {1}{8}}+\left({\frac {T}{\Theta }}\right)^{4}\int _{0}^{\frac {\Theta }{T}}{\frac {x^{3}dx}{e^{x}-1}}\right].}
Наконец, для молярной теплоёмкости получаем
{\displaystyle C={\frac {dU_{M}}{dT}}=3R\left[12{\left({\frac {T}{\Theta }}\right)}^{3}\int _{0}^{\Theta /T}{\frac {x^{3}}{e^{x}-1}}dx-{\frac {3\Theta /T}{e^{\Theta /T}-1}}\right].}
Легко проверить, что при условии {\displaystyle T\to \infty } теплоёмкость {\displaystyle C\to 3R}, а при условии {\displaystyle T\to 0} теплоёмкость {\displaystyle C\to {\frac {12\pi ^{4}}{5}}\cdot R\cdot \left({\frac {T}{\Theta }}\right)^{3}\sim T^{3}.}
Интеграл {\displaystyle \int _{0}^{\infty }{\frac {x^{3}}{e^{x}-1}}dx={\frac {\pi ^{4}}{15}}} может быть взят методами теории функций комплексной переменной или с использованием дзета-функции Римана. Таким образом, теория Дебая соответствует результатам экспериментов.